# Голодні ігри: Переспівниця. Частина ІІ
«Голодні ігри: Переспівниця. Частина ІІ» (англ. The Hunger Games: Mockingjay - Part 2) — американський фантастичний фільм режисера Френсіса Лоуренса, що вийшов 2015 року. У головних ролях Дженніфер Лоуренс, Джошуа Гатчерсон, Ліам Гемсворт, Вуді Гаррельсон. Стрічка є екранізацією роману «Переспівниця» Сюзанни Коллінз і продовженням фільму «Голодні ігри: Переспівниця. Частина І».
Уперше фільм продемонстрували 18 листопада 2015 року в Бразилії та інших країнах. В Україні в кінопрокаті показ фільму розпочався 19 листопада 2015 року.

## Синопсис
Переможниця двох попередніх Голодних ігор Катніс Евердін разом зі своїми друзями знову вступає в боротьбу з Капітолієм.

## Творча група
Кінорежисер — Френсіс Лоуренс, сценаристами були Пітер Крейґ і Денні Стронґ, кінопродюсерами — Ніна Джейкобсон і Джон Кілік, виконавчими продюсерами — Сюзанна Коллінз і Ян Фостер. Композитор: Джеймс Ньютон Говард, кінооператор — Джо Віллемс, кіномонтаж: Алан Едвард Белл і Марк Йошікава. Підбір акторів — Дебра Зейн, художник-постановник: Філіп Мессіна, артдиректор: Андрій Макс Кан, Прісцилла Елліотт, Вольфганг Мещан, Лорен Е. Поліцці, Девід Шейнеман, Стефан Спет, Стів Саммерсґрілл і Ден Вебстер, художник по костюмах — Курт і Барт.

### У ролях
| Актор                | Роль                                             |
| -------------------- | ------------------------------------------------ |
| Дженніфер Лоуренс    | Катніс Евердін, жителька Округу 12               |
| Джошуа Гатчерсон     | Піта Мелларк, житель Округу 12                   |
| Ліам Гемсворт        | Ґейл Готорн, житель Округу 12                    |
| Вуді Гаррельсон      | Гейтміч Абернаті, переможець 50-их Голодних ігор |
| Елізабет Бенкс       | Еффі Трінкет, наглядачка за Округом 12           |
| Джуліанн Мур         | Алма Коін, президент Округу 13                   |
| Філіп Сеймур Гоффман | Плутарх Гевенсбі                                 |
| Дональд Сазерленд    | Президент Коріолан Сноу                          |
| Стенлі Туччі         | Цезар Флікермен                                  |
| Джеффрі Райт         | Біпер                                            |
| Сем Клафлін          | Фіней Одейр                                      |
| Наталі Дормер        | Крессіда                                         |
| Махершала Алі        | Боґґз                                            |
| Елден Генсон         | Поллакс                                          |
| Гвендолін Крісті     | командер Лайм                                    |
| Патіна Міллер        | командер Пейлор                                  |
| Роберт Кнеппер       | Антоній                                          |

## Сприйняття

### Оцінки
Станом на 19 жовтня 2015 року рейтинг очікування фільму на сайті Rotten Tomatoes становив 99 % із 150 291 голосу, середня оцінка 4,5/5, на сайті Kino-teatr.ua — 9,80/10 із 158 голосів.
Фільм отримав переважно позитивні відгуки: Rotten Tomatoes дав оцінку 72 % на основі 137 відгуків від критиків (середня оцінка 6,6/10) і 85 % від глядачів зі середньою оцінкою 4,3/5 (160 444 голосів). Загалом на сайті фільми має позитивний рейтинг, фільму зарахований «стиглий помідор» від кінокритиків і «попкорн» від глядачів, Internet Movie Database — 7,4/10 (7 118 голосів), Metacritic — 64/100 (38 відгуків критиків). Загалом на цьому ресурсі від критиків фільм отримав позитивні відгуки.

## Музика
Музику до фільму «Голодні ігри: Переспівниця. Частина ІІ» написав Джеймс Ньютон Говард, саундтрек був випущений 4 грудня 2015 року лейблом «Republic».
| Список треків | Список треків                                                             | Список треків           | Список треків |
| #             | Назва                                                                     | Виконавець              | Тривалість    |
| ------------- | ------------------------------------------------------------------------- | ----------------------- | ------------- |
| 1.            | «Prim Visits Peeta»                                                       |                         |               |
| 2.            | «Send Me To District 2»                                                   |                         |               |
| 3.            | «Go Ahead, Shoot Me»                                                      |                         |               |
| 4.            | «Stowaway»                                                                |                         |               |
| 5.            | «Your Favorite Color is Green»                                            |                         |               |
| 6.            | «Transfer Command»                                                        |                         |               |
| 7.            | «Your Next Step»                                                          |                         |               |
| 8.            | «The Holo»                                                                |                         |               |
| 9.            | «Sewer Attack»                                                            |                         |               |
| 10.           | «I Made It Up»                                                            |                         |               |
| 11.           | «Mandatory Evacuation»                                                    |                         |               |
| 12.           | «Rebels Attack»                                                           |                         |               |
| 13.           | «Snow’s Mansion»                                                          |                         |               |
| 14.           | «Symbolic Hunger Games»                                                   |                         |               |
| 15.           | «Snow’s Execution»                                                        |                         |               |
| 16.           | «Plutarch’s Letter»                                                       |                         |               |
| 17.           | «Buttercup»                                                               |                         |               |
| 18.           | «Primrose»                                                                |                         |               |
| 19.           | «There Are Worse Games To Play/Deep In The Meadow/The Hunger Games Suite» | feat. Jennifer Lawrence |               |